# Dammvippa

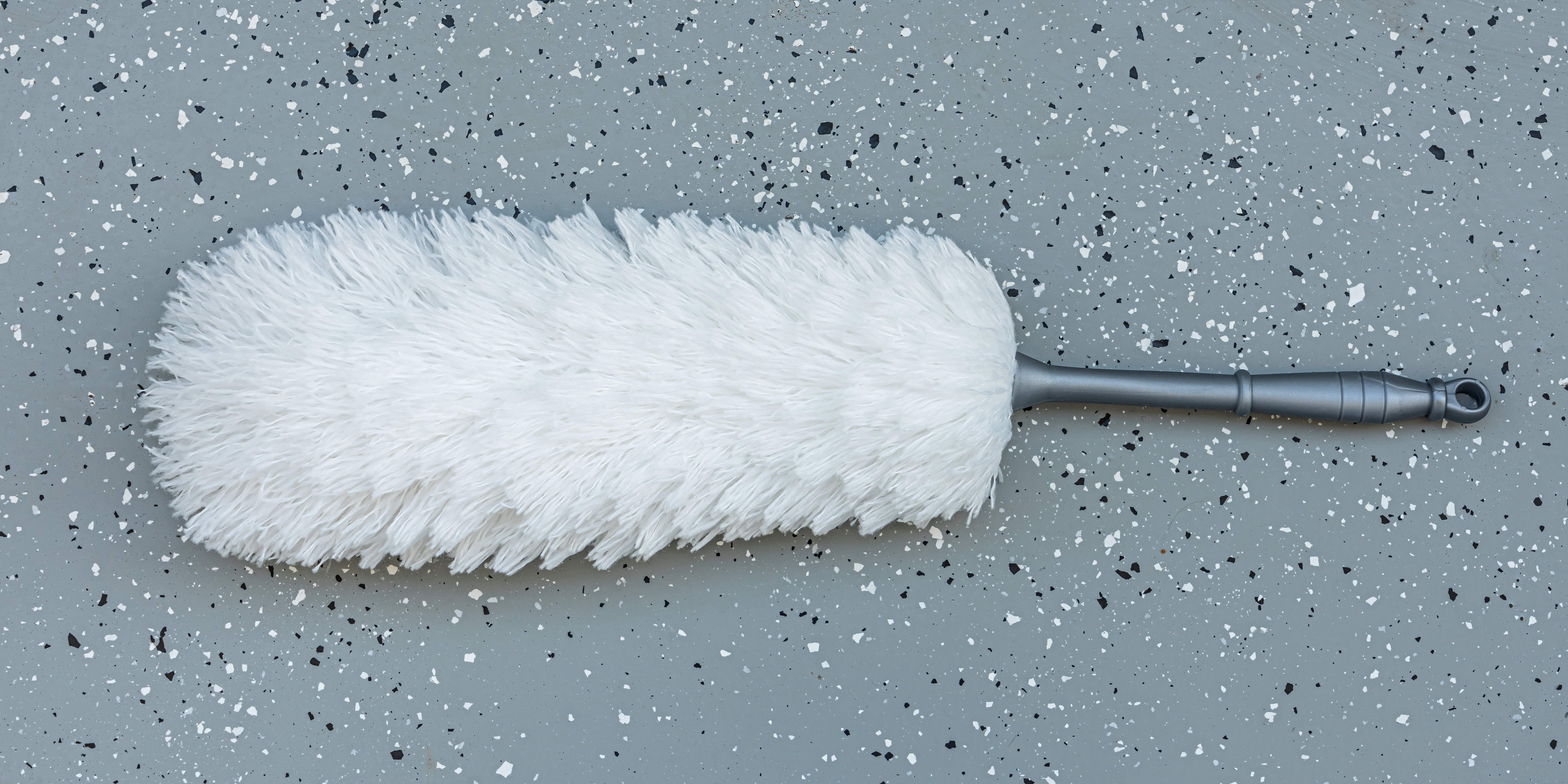
Dammvippa av syntetmaterial

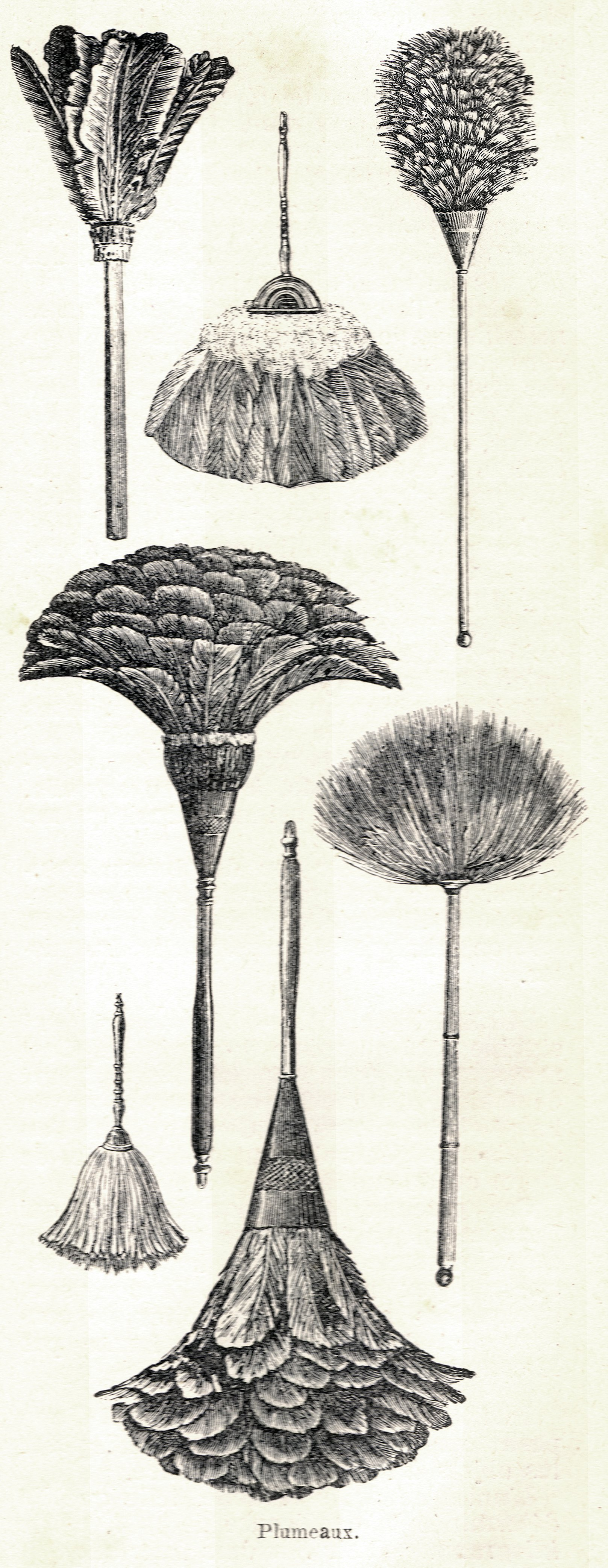
Illustration som avbildar gammaldags dammvippor av äkta fjädrar.

En dammvippa är ett städredskap som används för att borsta bort 
damm. Dammvippor tillverkades ursprungligen av fågelfjädrar (särskilt strutsfjädrar), men numera tillverkas de för det mesta av syntetmaterial. Det finns även elektrostatiska dammvippor som attraherar dammpartiklarna genom elektrisk laddning.
Dammvippor är skonsamma mot ytorna som ska rengöras.
Ordet "dammvippa" är belagt i svenska språket sedan 1850.